# 斯文·彼泽森
斯文·奥韦·彼泽森（丹麥語：Svend Ove Pedersen，1920年10月31日—2009年8月3日），丹麦男子赛艇运动员。他曾代表丹麦参加1952年夏季奥林匹克运动会赛艇比赛，获得男子双人单桨有舵手铜牌。